# Substitució valvular
La cirurgia de substitució valvular és la substitució d'una o més de les vàlvules cardíaques amb una vàlvula cardíaca artificial o amb una biopròtesi (homoempelt, de teixit humà, o xenoempelt, per exemple del porc). És una alternativa a la reparació valvular.